# Население Абхазского княжества
 Население Абхазского княжества  — количество людей по численному, сословному, религиозному и национальному признаку, проживавших на территории бывшего Абхазского княжества и этнических границах народа Абаза в разные периоды времени.

## Религия
В 1855 году из 9896 жителей Мырзакана 5896 были христианами, а 4000 — мусульманами, к 1864 году на территории княжества служило 16 священников, и всё население было крещено.
По данным 1877 года, из более чем 99 000 человек: 86 000 — христиане, 13 000 — мусульмане.
Местная вера представляла из себя смесь разных монотеистических традиционных и авраамических религий.

## Общая численность
По сообщениям Э. Челеби, число абхазов-абаза примерно к 1641 году было около 600 000 человек. Данные капитана Е. И. Энеголма: население Большой Абхазии к 1817 году составляло не менее 100 000 человек. Р. Скасси в 1818 году такжже приводит цифру до 100 000 человек. По данным С. М. Броневского в начале XIX века общее население абхазо-абазин составляло на Кавказе около 300 000 человек. Версия З. Чичанидзе оценивает численность абхазов к началу XIX века в 200 000 человек. И. Аверекиев фиксирует около 79 000 человек. По данным С. А. Хрулёва, к 1855 году численность абхазов — 108 000 человек. Газета «Одесский вестник» в 1866 году сообщала о численности абхазов в 140 000 человек (ранее эта же газета приводила видимо заниженную оценку в 60 000 человек).
Основываясь на этих данных и сообщениях, которые приводят немного разные оценки, можно предположить:
- В XVIII веке численность абхазов на территории Абхазского княжества и в этнических границах была около 400-700 тысяч человек.
- В начале XIX века численность абхазов была около 400.000—1.000.000 человек.[3]
- После войны множество абхазов было депортировано на Ближний Восток, по данным Г. А. Дзидзария: более 135 тысяч человек[1].
- К 1886 численность абхазов насчитывала около 59 тысяч человек.

## Фамилии по общинам
с. Дгенцыш:
Агырба
Адзинба
Амичба
Аргун
Ахба
Ахуба
Ашуба
Багуа
Бадиа
Барчан
Бутба
Быгба
Гунба
Габал-ипа
Капба
Ламхат-ипа
Тарба
Тыршба
Цвацба
и др.
с. Зыма:
Агба
Агозба
Агырба
Акусба
Амибей
(Амаба)
Апса
Атумаа
Ашба
Ашуба
Ахба
Бадия
Барчан
Быгба
Джинджал
Жиба
Капба
Катба
Куджба
Курык
(Курыкба)
Муквач
Папба
Схоцаа
Трапш
Хрухмал
Хун-ипа
Шларба
Чалакуа
Цвидзба
Яшба
и др.
с. Шяку:
Адзымба
Агырба
Барчан
Капба
Лакоба
Мамсаул-ипа
Пшхануква-ипа
Схоцаа
Таранба
Туанба
Цыргуш
(Царгуш?)
Хавлаш и др.
с. Варда:
Агырба
Барчан
Капба
Схоцаа
Цейба Цыба
Цыптала и др.
с. Тапц-ипахабла:
Абухба
Адзымба
Аквадзба
Ахба
Бадия
Бевдан
Бешнух
Джапуа
Лацышба
Манац-ипа
Пхазоу
Тарба
Туанба
Хораа
Яшба и др.
с. Амчара:
Агба
Агумаа
Агырба
Аквадзба
Апба
Ашба
Ахба
Барчан
Бутба
Быгба
Габлиа
Ерны
Елендыр-ипа
Кабзач-ипа
Кавю
Яшба
и др.
с. Лата:
Адзымба
Агырба
Акарач
Ахба
Ашуба
Балхух
Бевдан
Бежук-ипа
Гарджир-ипа
Гулиа
Капба
Кацвба
Квадзба
Сабуа
Уача
Хпат
Цвацвба
и др.
с. Дал:
Абсабаш-ипа
Агабаш-ипа
Агба
Агрба
Амичба
Аргун
Ахба
Ахуба
Бадия
Барчан
Бутба
Быгба
Быхба
Быгуаа
Гунба
Капба
Куадзба
Куджба
Лашхаш
Маршан
Матуа
Тарба
Тыршба
Хаджимба и др.
с. Ажара:
Абухба
Агба
Агрба
Агырба
Акарач
Ардзымба
Ахба
Барчан
Бутба
Быгба
Быджба
Гумба
Гурба
Капба
Кацвба
Квадзба
Кутарба
Лазба
Пандзача
Папба
Тарба
Цвиджба
Чалакуа
Яшба и др.
с. Камгара:
Агырба
Квадзба
Пхазоу
Фатыш
Хумсач-ипа
и др.
с. Барамба:
Агырба
Акусба
Ашба
Ахба
Бутба
Быгба
Джапуа
Хрухмал
Шармат и др.
с. Шукуран:
Агырба
Аргун
Жиба
Капба
Кацвба
Куадзба Чуч-ипа
Хораа и др.